# Titularbistum Bucellus
Bucellus (ital.: Bucello) ist ein Titularbistum der römisch-katholischen Kirche.
Das ehemalige Bischofssitz befand sich in der römischen Provinz Haemimontus bzw. Thracia im östlichen Teil der heutigen Oberthrakischen Tiefebene. Der Bischofssitz war der Kirchenprovinz Adrianopolis zugeordnet.
| Titularbischöfe von Bucellus |                                |                                                                              |                 |                   |
| Nr.                          | Name                           | Amt                                                                          | von             | bis               |
| 1                            | Leo Clement Andrew Arkfeld SVD | Apostolischer Vikar von Central New Guinea (Territorium Papua und Neuguinea) | 8. Juli 1948    | 15. November 1966 |
| 2                            | Mychajlo Sabryha CSsR          | Weihbischof in Lemberg (Ukraine)                                             | 16. Januar 1991 | 20. April 1993    |